# Riu Iuriuzan
|  | No s'ha de confondre amb Iuriuzan. |

El riu Iuriuzan - Юрюзань (rus) - és un riu de Rússia. Passa per la República de Baixkíria i l'óblast de Txeliàbinsk. És un afluent per l'esquerra del riu Ufà, a la conca del Volga.
Té un curs de 404 km i una conca de 7.240 km². Desemboca al pantà Pàvlovskoie, prop de Karaidel. Es glaça d'ençà la segona quinzena d'octubre a començaments de setembre fins a abril. El riu és navegable en els 16 darrers kilòmetres. Les principals viles a la vora del Iuriuzan són Iuriuzan i Ust-Katav.